# Сен-Фрон-д’Алем
Сен-Фрон-д’Але́м (фр. Saint-Front-d'Alemps) — коммуна во Франции, находится в регионе Аквитания. Департамент — Дордонь. Входит в состав кантона Тивье. Округ коммуны — Перигё.
Код INSEE коммуны — 24408.

## География

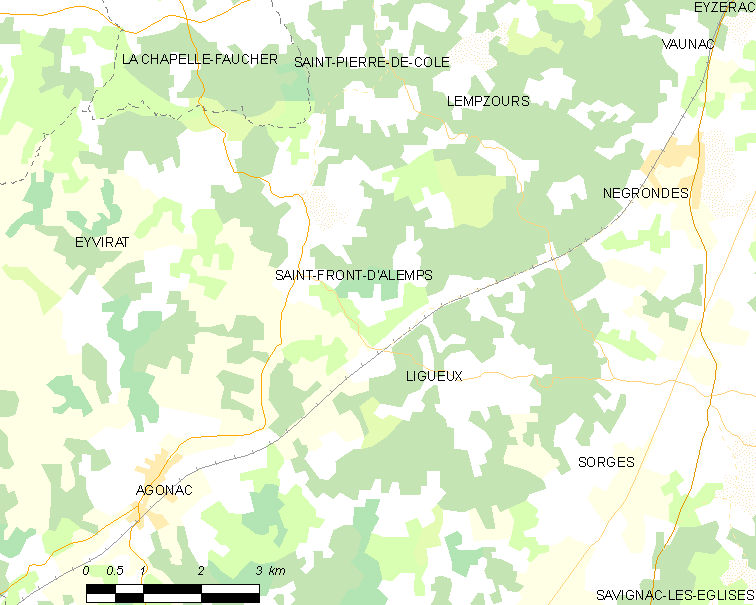
Карта коммуны

Коммуна расположена приблизительно в 410 км к югу от Парижа, в 120 км северо-восточнее Бордо, в 17 км к северу от Перигё.

### Климат
Климат умеренный океанический со средним уровнем осадков, которые выпадают преимущественно зимой. Лето здесь долгое и тёплое, однако также довольно влажное, здесь не бывает регулярных периодов летней засухи. Средняя температура января — 5 °C, июля — 18 °C. Изредка вследствие стечения неблагоприятных погодных условий может наблюдаться непродолжительная засуха или случаются поздние заморозки. Климат меняется очень часто, как в течение сезона, так и год от года.

## Население
Население коммуны на 2010 год составляло 258 человек.
| 1962 | 1968 | 1975 | 1982 | 1990 | 1999 | 2010 |
| ---- | ---- | ---- | ---- | ---- | ---- | ---- |
| 311  | 306  | 269  | 267  | 285  | 266  | 258  |

## Администрация
| Период | Период | Фамилия       | Партия       | Примечания                                |
| ------ | ------ | ------------- | ------------ | ----------------------------------------- |
| 1945   | 1947   | Роже Дурсено  |              |                                           |
| 1947   | 1970   | Андре Сорбе   |              |                                           |
| 1970   | 1978   | Ален Демур    |              |                                           |
| 1978   | 2008   | Анни Барнаго  | беспартийная | преподаватель, пенсионер                  |
| 2008   | 2020   | Марк Паскюаль | беспартийный | пенсионер, служащий Électricité de France |

## Экономика
В 2010 году среди 162 человек трудоспособного возраста (15-64 лет) 127 были экономически активными, 35 — неактивными (показатель активности — 78,4 %, в 1999 году было 75,0 %). Из 127 активных жителей работали 115 человек (66 мужчин и 49 женщин), безработных было 12 (4 мужчины и 8 женщин). Среди 35 неактивных 9 человек были учениками или студентами, 15 — пенсионерами, 11 были неактивными по другим причинам.

## Достопримечательности
- Церковь Св. Фронта (XII век)
- Замок Брошар (XVIII век)
- Замок Рош-Понтиссак (XVI век)
- Руины замка Рошморен (XV век)

## Фотогалерея

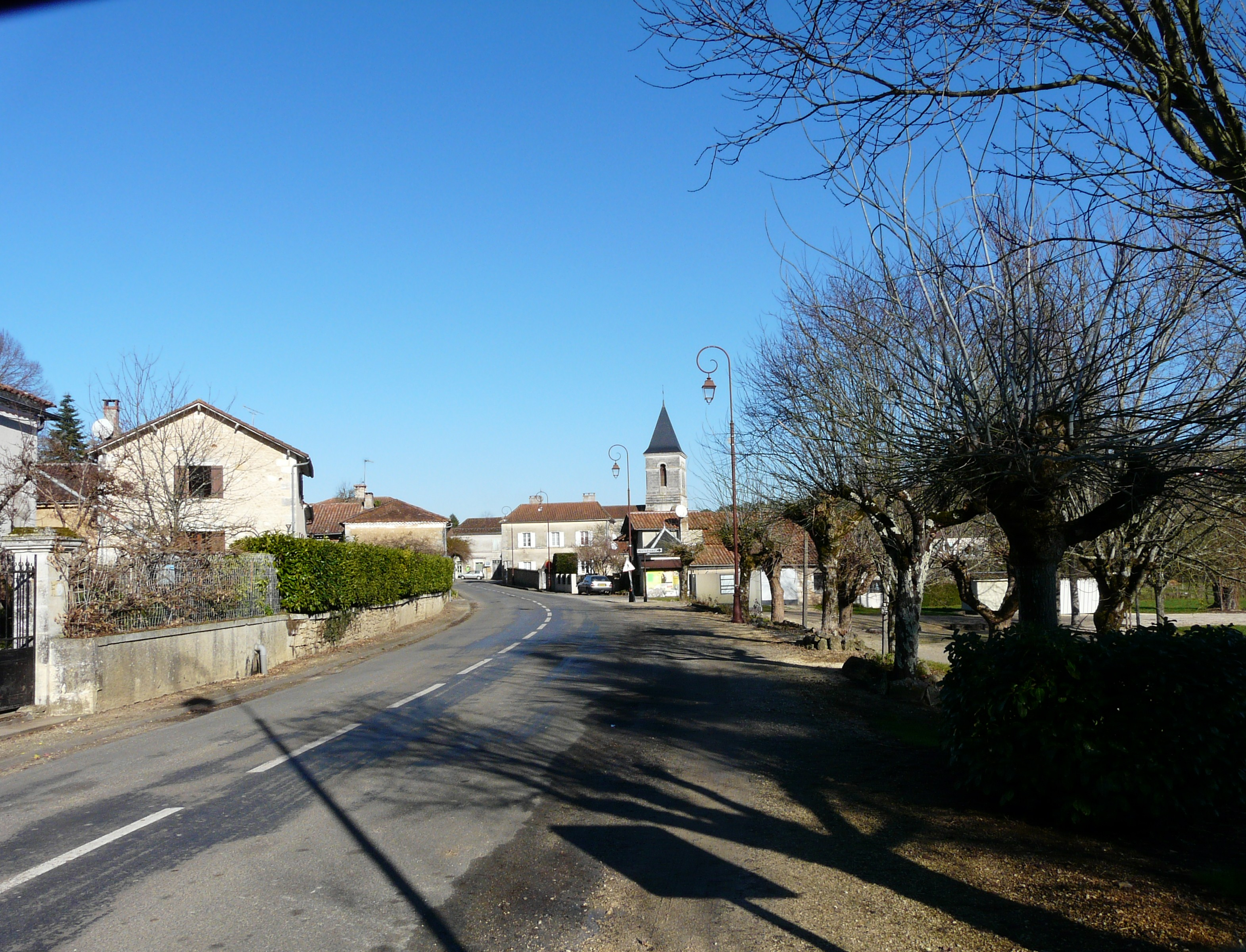
Сен-Фрон-д’Алем
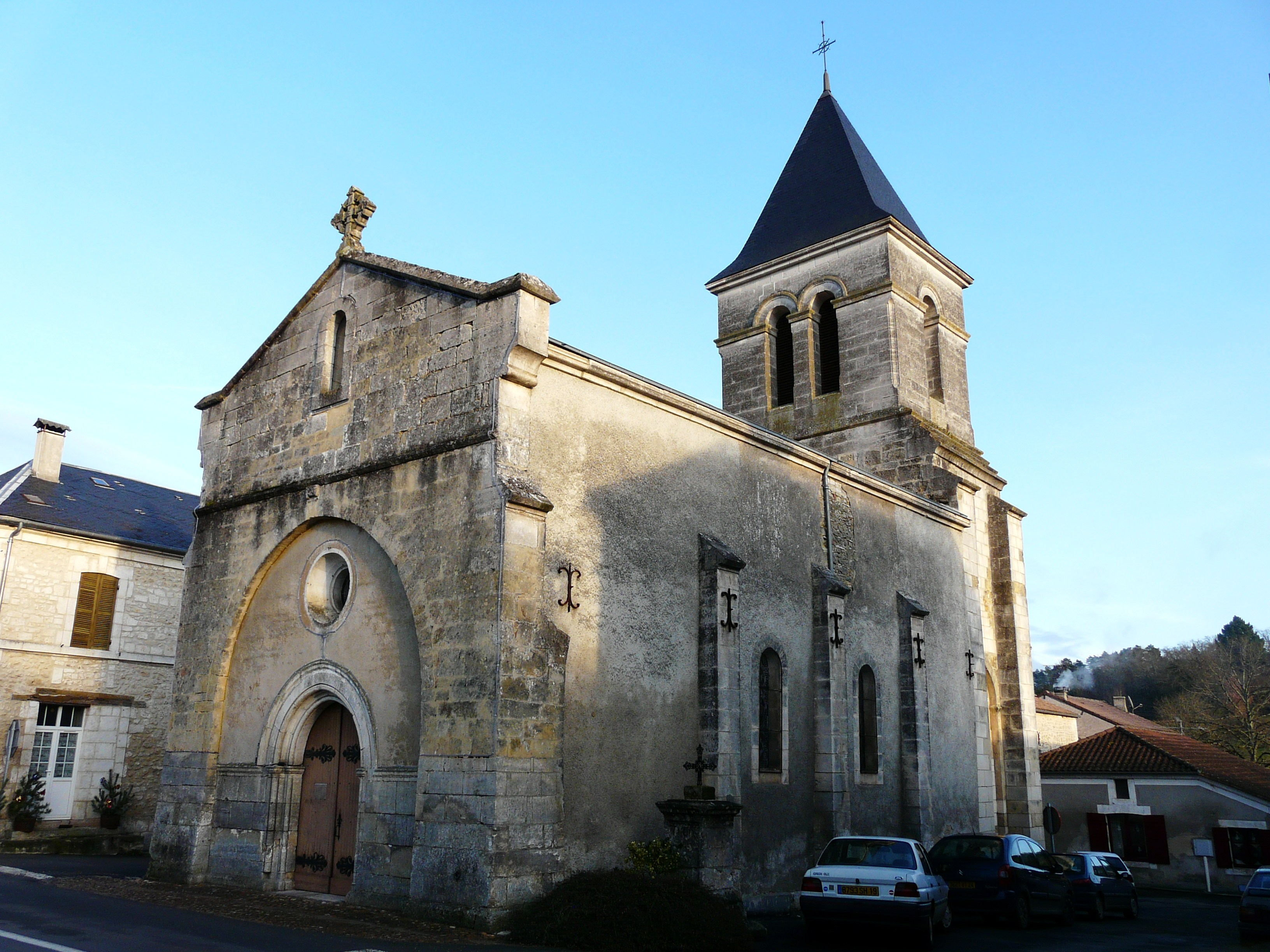
Церковь Св. Фронта
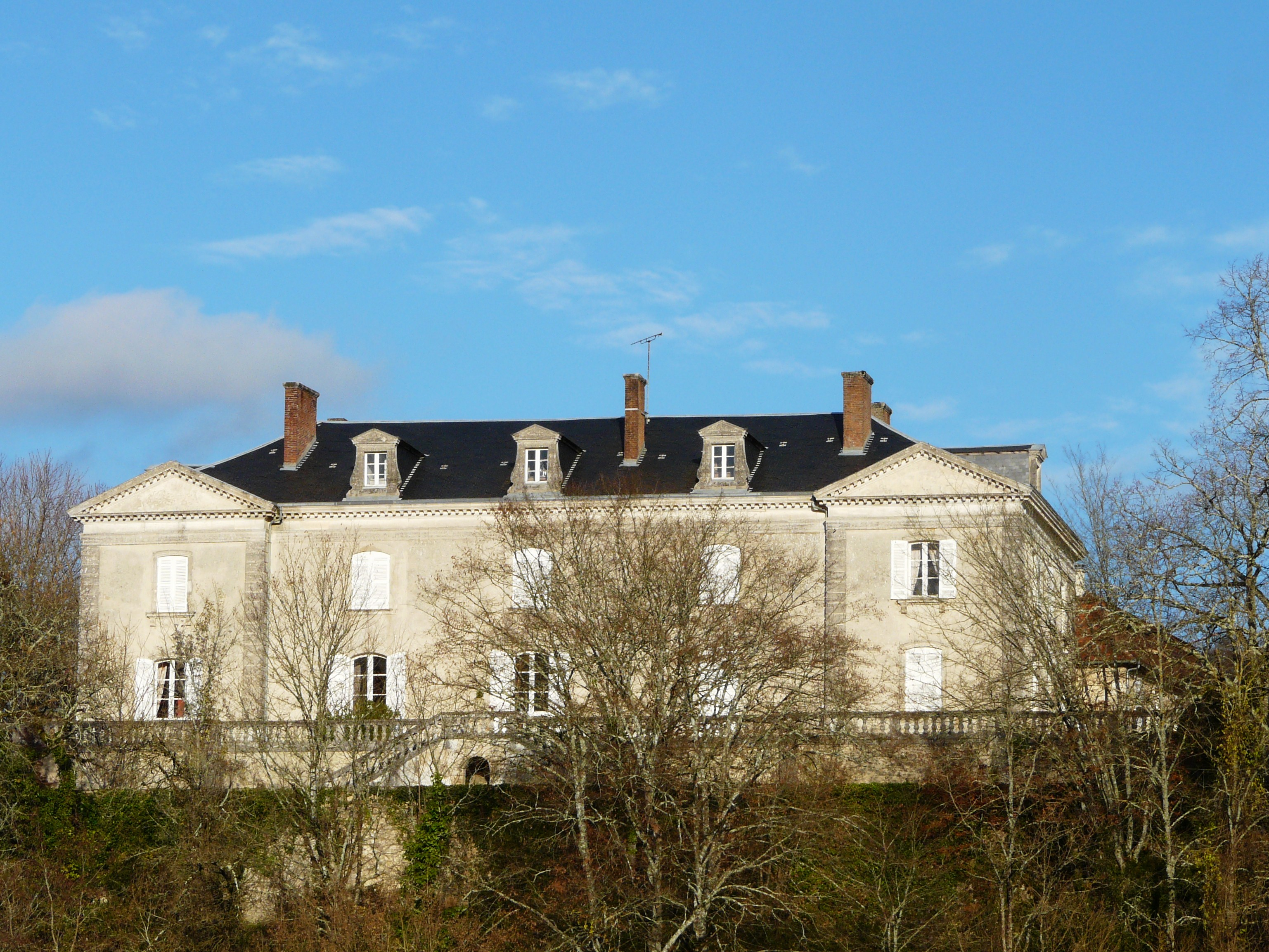
Замок Брошар
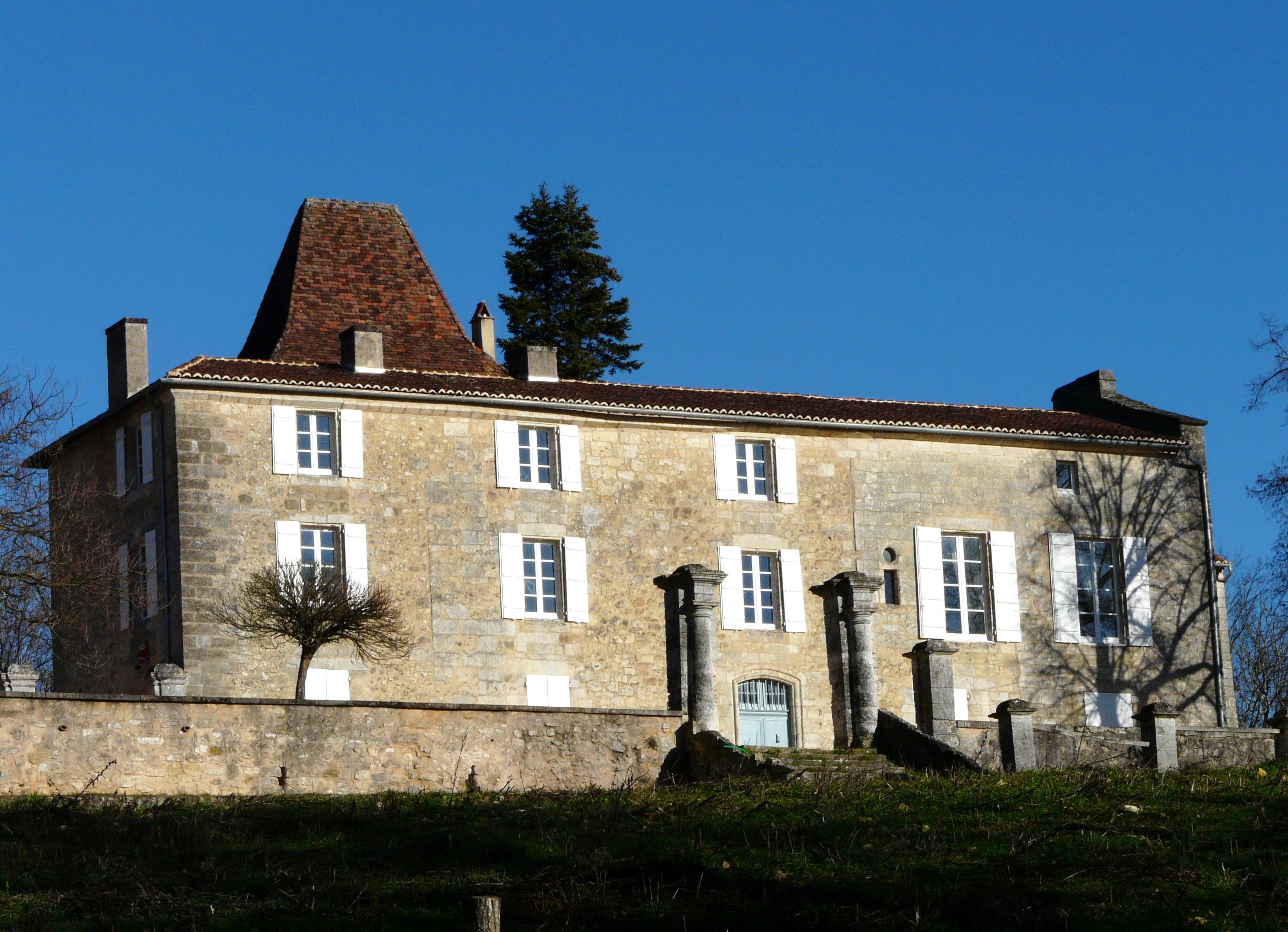
Замок Рош-Понтиссак
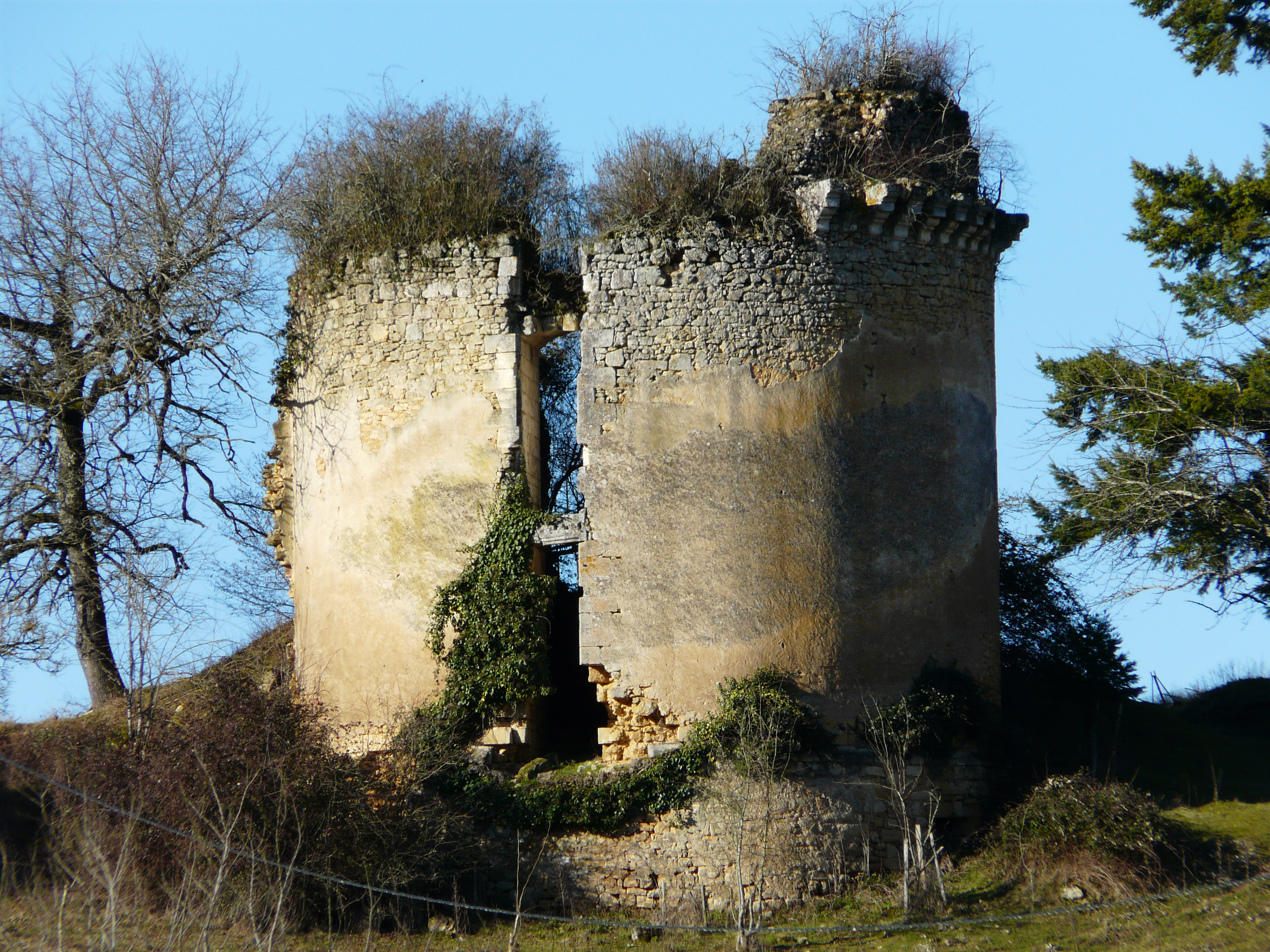
Руины замка Рошморен